# Penestoglossa dardoinella
Penestoglossa dardoinella är en fjärilsart som beskrevs av Pierre Millière 1865. Penestoglossa dardoinella ingår i släktet Penestoglossa och familjen säckspinnare. Inga underarter finns listade i Catalogue of Life.